# Любі мої москвичі
«Любі мої москвичі» — радянський художній фільм 1981 року, знятий режисером Хаджі Ахмаром на кіностудії «Узбекфільм».

## Сюжет
На початку Великої Вітчизняної війни до Ташкенту спрямовуються біженці. Серед евакуйованих багато дітей, які залишилися без батьків.

## У ролях
- Іскандер Ахмар — Ахмет Довгий
- Алішер Ергашев — Абдулла
- Фаріда Умарова — тітонька Асаль
- Надія Рєп'єва — Антоніна Павлівна
- Хаджі Ахмар — батько
- Ф. Кадирова — Хімай
- Олег Ізмайлов — дядько Володя
- Зухра Абдурахманова — стара
- Мукамбар Рахімова — господиня двору
- Д. Рахімов — дядько
- Дінара Ісмаїлова — Маліка Алієва
- Наталія Величко — Рогоз
- Х. Ахмеров — Худий
- Р. Абдуллаєв — Фаттах
- С. Улуков — вусатий товстун
- Світлана Шевченко — Світлана
- Єлизавета Солодова — Катерина Пєшкова
- Раїса Царьова — Надія Пєшкова
- Д. Мірнасирова — Незнайомка
- Е. Шаллер — няня
- Ірина Скобцева — ведуча телеклубу «Москвичка»
- Д. Аблялімова — епізод
- Шариф Кабулов — старий
- Мансур Ташматов — епізод
- С. Козлов — епізод
- Кадир Мірзарахімов — безпритульник
- Юрій Шульга — епізод
- Г. Гребенніков — епізод
- В. Боровцов — епізод
- Михайло Канаков — безпритульник
- Саїдмурад Зіяутдінов — епізод
- Бауїржан Ібрагімов — епізод
- Х. Расулєв — епізод
- Д. Хмара — епізод
- М. Мірнасиров — епізод
- В. Гусєв — епізод
- Вероніка Ізотова — епізод
- М. Мірсагатов — епізод
- Дмитро Шубінський — майор
- В. Козлов — епізод

## Знімальна група
- Режисер — Хаджі Ахмар
- Сценарист — Хаджі Ахмар
- Оператори — Ігор Гелейн, Микола Хмара
- Композитори — Євген Птичкін, Павло Сальников
- Художник — Веніамін Мякотних